# 自由の村
自由の村（じゆうのむら）は、大韓民国京畿道坡州市郡内面造山里にある宣伝村。韓国と北朝鮮の間に位置する板門店の軍事境界線から約500メートル韓国側にある。正式名称は台城洞（テソンドン、대성동）。
軍事境界線から2kmの範囲内は非武装中立地帯（DMZ）であり、国連軍が管理しており原則として居住や立ち入りはできない。一方、協定では南北双方ともDMZ内に1か所だけ村を残せることになっており、台城洞はこれにより残された。南側のDMZの中で唯一民間人が居住している。
住民のほとんどは農業を営んでおり、主に米や豆、唐辛子を栽培している。休戦当時の住人の直系子孫だけ居住することができ、例えば女性は村外の人と婚姻すると居住資格を失う。ただし、婿養子は可能である。また、年間8か月以上村内に居住することが求められ、満たない場合は居住資格が消滅する。
立地の特性上、生活には様々な制約があり、毎日世帯ごとに人員チェックを受けなればならず、夜間0時から5時までは外出が禁止される。農作業も2-3日前までに活動時間を事前に軍に申告しなければならず、軍事境界線付近で農作業をする際には、軍の同行が必要となる。また、耕作権は認められているが、所有権は認められていない。そのため、土地の売買は不可能で、耕作権の譲渡のみ可能である。その代わり、村民は韓国人の三大義務中の納税と徴兵を免除される。そのため、韓国の平均的な農家より所得が高いといわれている。
民間人出入統制区域内にあるため、住民や許可を受けた者、指定されたツアーの参加者以外は域内に入ることはできない。市街地から域内へ向かう路線バスがあるが、統一大橋より先の民統線以北へは、出入証所持者以外は乗車できない。
村からほど近い北朝鮮側（開城特別市）の非武装中立地帯内には、これも同様の経緯で残された機井洞（平和の村）がある。同村にはコンクリート製アパートが立ち並び、保育所や病院も完備していると謳われる北側の宣伝村であるが、実際は無人とみられている。台城洞との間では1980年代に国旗掲揚塔の高さ競争を繰り広げた。台城洞は98.4メートルの掲揚塔を建て、これに対して機井洞は高さ160メートルの掲揚塔を建てている。太極旗は2か月に1回交換され、交換費用約140万ウォンは坡州市が負担している。

## 施設
教育
- 台城洞初等学校（대성동초등학교） - 域内唯一の教育施設。卒業後、中学校・高等学校に進学する際は域外を一度離れなければならない。児童は域内に駐在する国連軍から派遣された兵士から英語教育を受けている[4]。2024年現在、児童・園児数は29人[5]。児童の大半はDMZ外からスクールバスで通学している[6]。
- 台城洞初等学校附属幼稚園

その他
- 台城洞公民館　- 食堂が併設されている他に、2階の上映室をロッテシネマと提携し、月2回で新作映画を上映している[7]。
- 国連軍司令部民政班事務室　- 福祉サービスを提供している他に住民の保全を監視する。

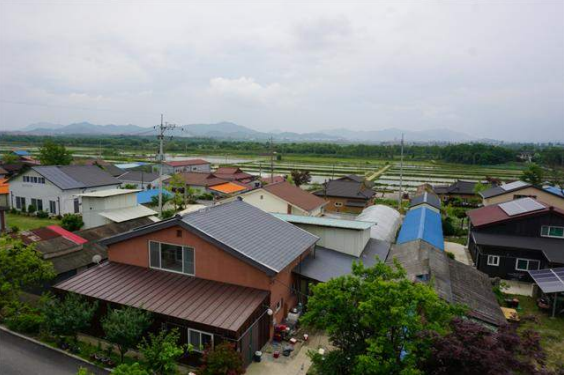
村の風景
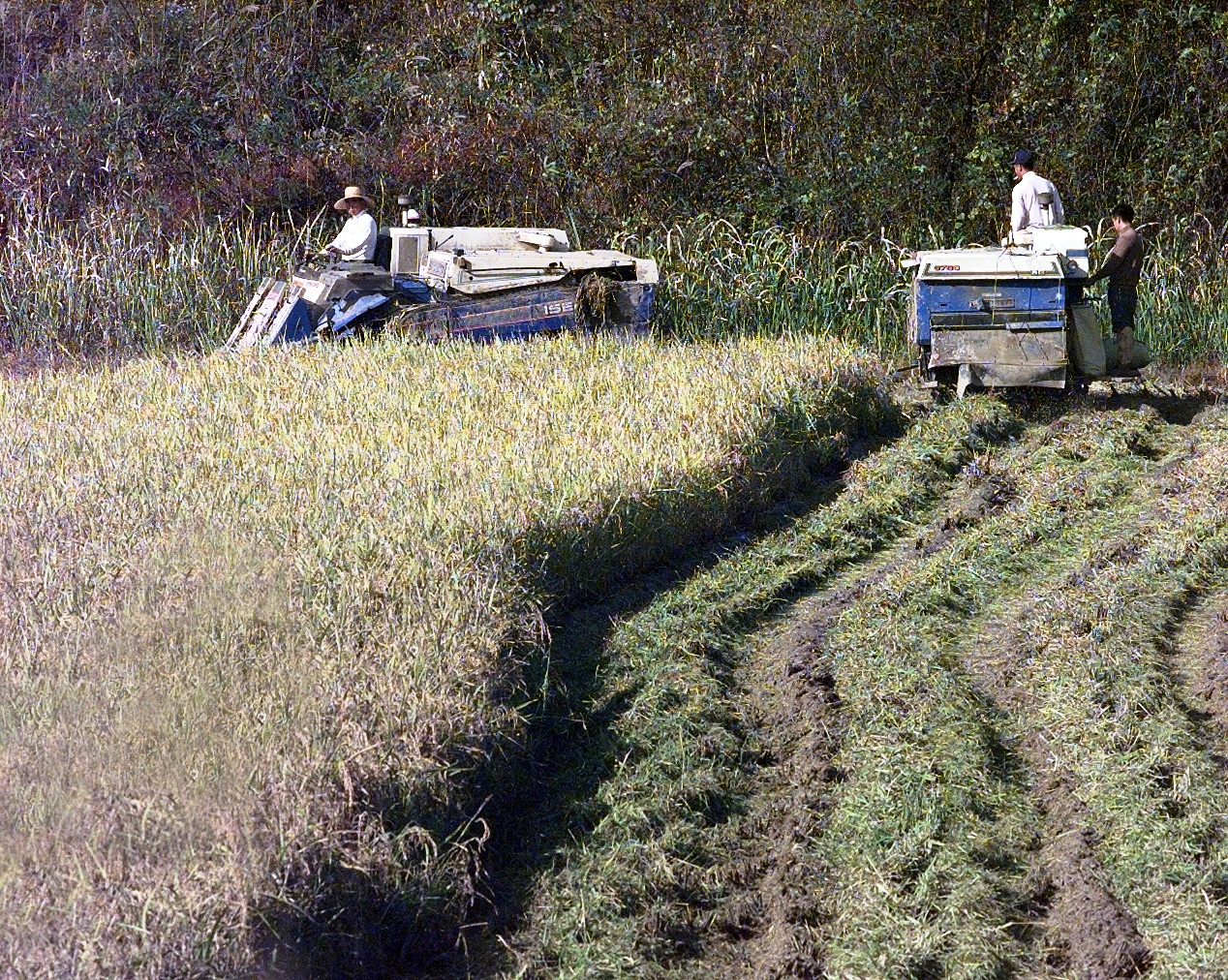
農作業中の住民
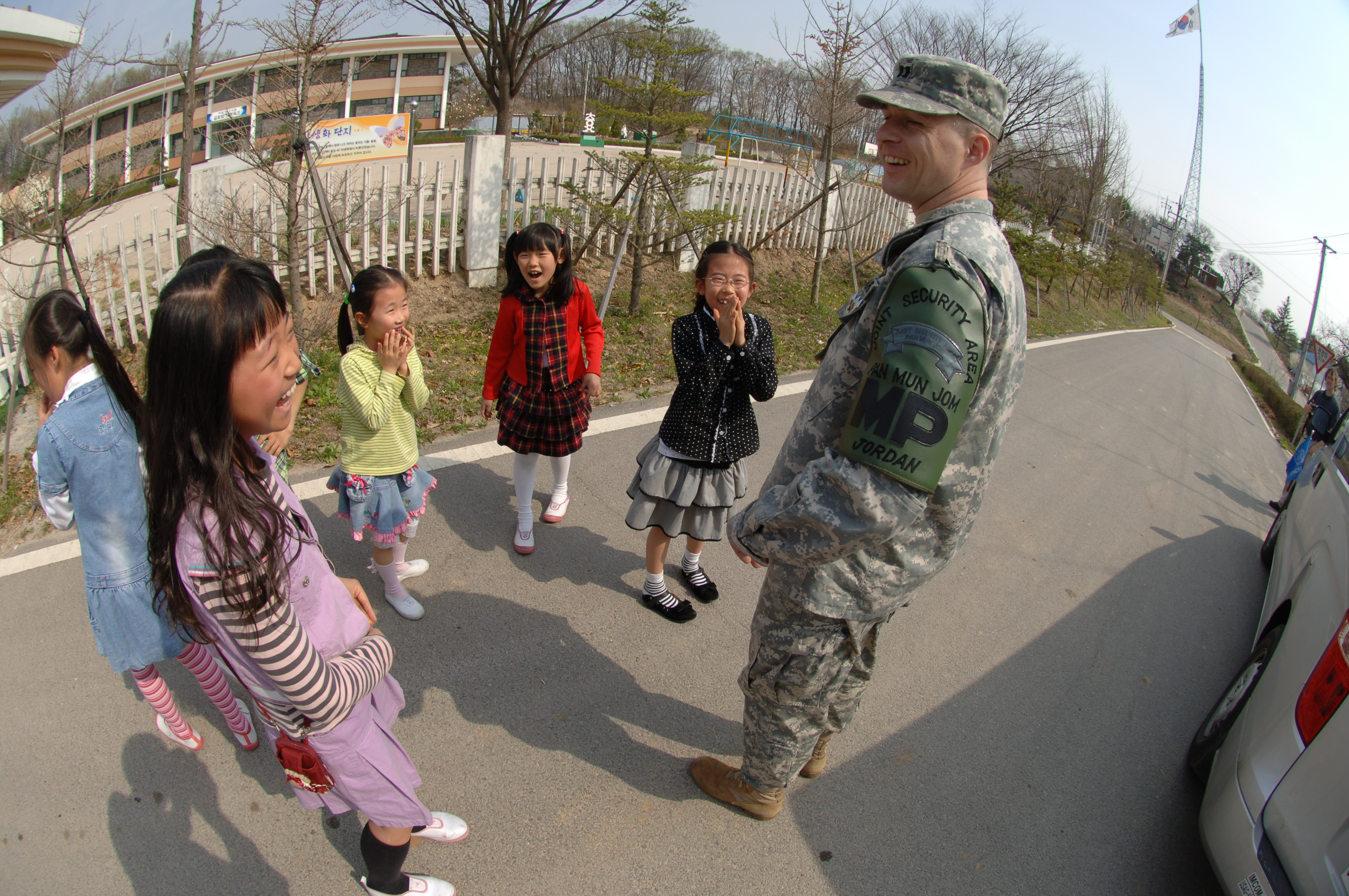
台城洞初等学校の女子児童達と国連軍兵士（右）
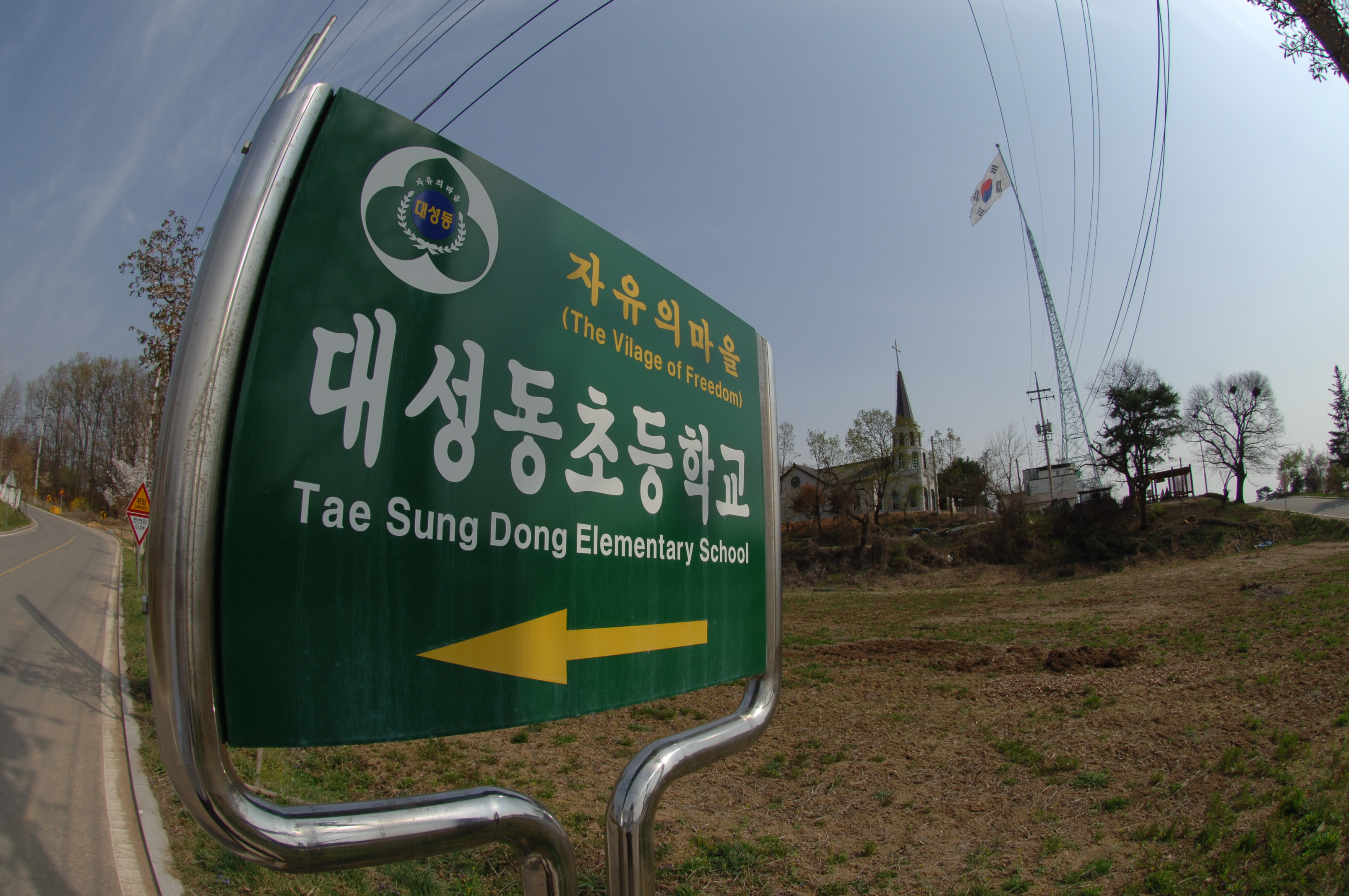
台城洞初等学校看板